# Супорт

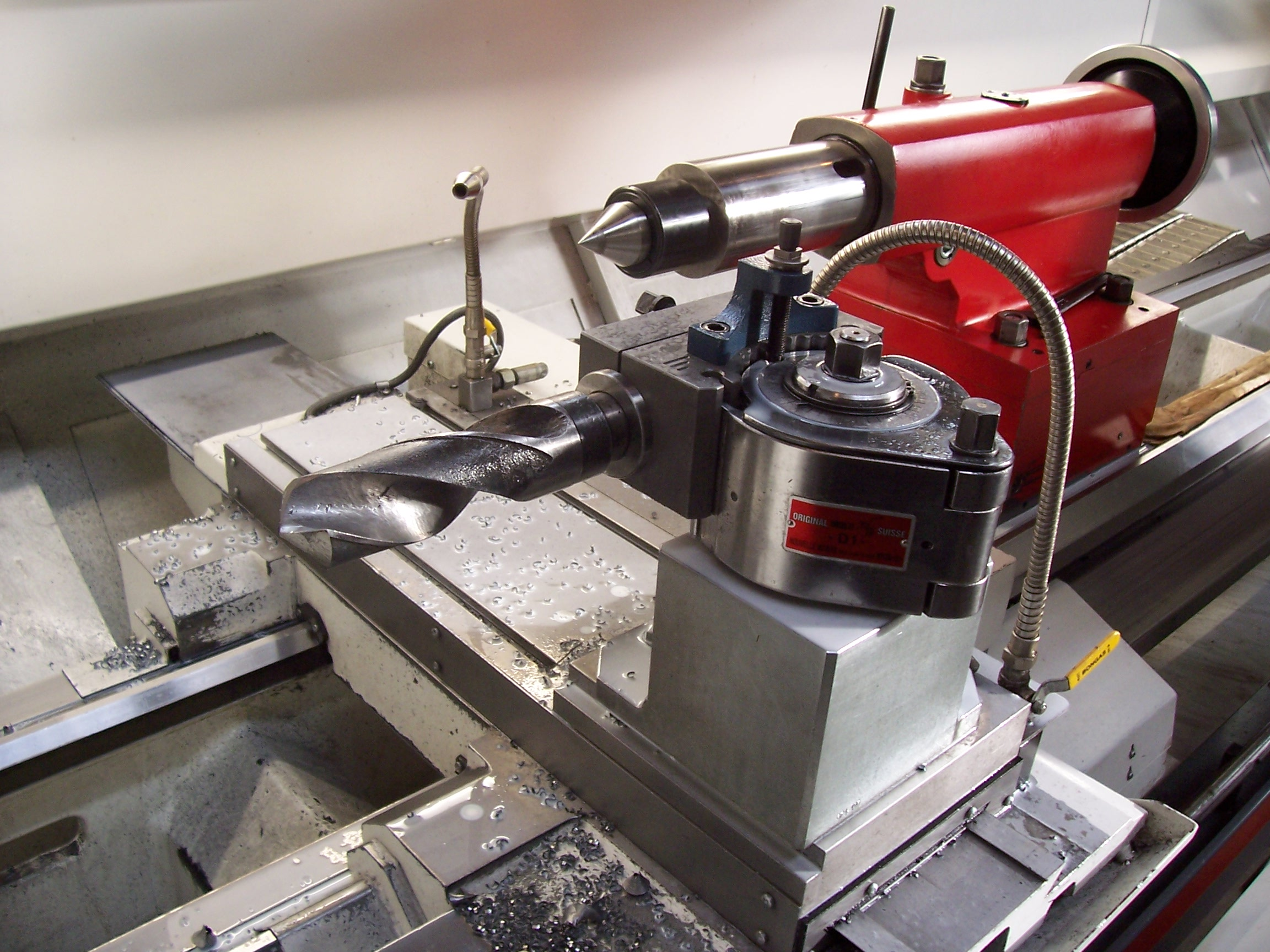
Супорт (попереду) і задня бабка (червона) токарно-гвинторізного верстата

Су́порт (англ. support, від лат. supporto — «підтримую») — основний вузол металорізального верстата (зазвичай токарного і стругального), який призначений для закріплення різального інструмента або заготовки і передачі при роботі руху подачі. Супорт забезпечує високу точність встановлення заготовки і робочого руху.

## Історія
Перші згадки про не механізований супорт зустрічаються в старовинному німецькому рукописі і датований 1480 р. В ньому різець з різцетримачем міг бути підведений до оброблювального виробу за допомогою спеціального гвинта поперечної подачі.
Пізніше в XVIII ст. великий верстатобудівник А. К. Нартов першим сконструював механізований супорт, однак промисловість того часу не підтримала і винахід не отримав широкого застосування. В кінці XVIII ст. механізований супорт створює талановитий англійський механік Генрі Модслі.